# Иван Доровски
Иван Доровски (на македонска литературна норма: Иван Доровски) е поет, писател разказвач и лингвист македонист от Северна Македония.

## Биография
Роден е в 1936 година в костурското село Чука, Гърция (на гръцки Архангелос). В 1948 година е изведен от страната в групата на така наречените деца бежанци и се установява в Чехословакия. Завършва Философския факултет в Бърно, където защитава кандидатска дисертация „Райко Жинзифов и руската и украинската литература“. Доктор е на филологическите науки. Преподава литературна история на балканските народи във Философския факултет в Бърно. Главен и отговорен редактор е на списанията „Универзитас“ и „За приятелите на Южните Славяни“. В 1979 година е избран за член на Македонската академия на науките и изкуствата. Почетен член е на Дружеството на писателите на Македония.

## Творчество
- Чешка и Македонија меѓусебни врски (1974)
- Константин Иричек живот и дело (1983)
- Речник на словенски писатели (1984)
- Рајко Жинзифов (1988)
- Студии за балканските литературни процеси во 19. и 20. век (1992)
- Балкански меѓулитературни врски (1993)
- Драмското дело на Мирослав Крлежа (1993)
- Чешко-македонски и македонско-чешки речник (1994)
- Балкане љубов моја (поезија, 1994)
- Драмското творештво на Јужните Словени (1995)
- Рајко Жинзифов (Скопје, 1995)
- Македонија (1995)
- Уметничкиот лик на Врацлав Фролец (1995)
- Хрватите живеат меѓу нас (1995)
- Фолклористички студии (1996)
- Балкан и Медитеран (1997)
- Македонците живеат меѓу нас (1998)
- Съставите е на антологията Съвременна македонска поезия на чешки език.